# Economia do Vaticano

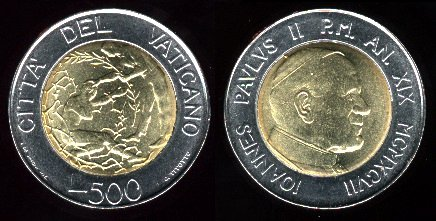
Moedas bimetálicas da Cidade do Vaticano

A economia do Vaticano é baseada na captação de donativos nas igrejas subordinadas ao país em questão pelo mundo fora. Essa maneira de arrecadação existe com a finalidade de suprir as contas do Vaticano com evangelização e suportar os programas sociais que desenvolve.
O país mantém um canal de donativos conhecido como "Óbolo de São Pedro", onde o doador remete os fundos diretamente ao Santo Padre.
Outra forma de captação de recursos é o turismo dentro do complexo de museus e patrimônios da humanidade que há na Santa Sé. Não há outro lugar no mundo com tanto valor artístico e intelectual concentrado como os arquivos secretos do Vaticano, biblioteca, acervos diversos e a arte contida nos templos locais.
Através de um acordo com a Itália, representando a União Europeia, a unidade monetária do Vaticano é o Euro. O Estado tem a sua própria concepção de moedas e notas de euros, que têm aceitação na Itália e em outros países da Zona Euro. O Vaticano não tem uma casa de emissão própria, de forma que tenha acordado com a Itália para efectuar a cunhagem, que não pode ser superior a 1 milhão de euros anuais. O Vaticano também é ativo na sua militância por uma autoridade econômica global.

Em 2013, o orçamento operacional era de menos de 300 milhões de dólares, enquanto que os ativos passíveis de alienação somavam cerca de 1 bilhão de dólares. O Banco do Vaticano controlava bens estimados em mais de 6 bilhões de dólares, mas a maior parte desse valor não pode ser considerada como patrimônio a disposição do Estado do Vaticano, pois pertence a ordens religiosas, dioceses, movimentos e outras organizações católicas, sendo gerido pelo Instituto para as Obras de Religião. As obras de arte conservadas no Vaticano não são consideradas como patrimônio passível de alienação.